# Benedek Szabolcs Fekete
Benedek Szabolcs Fekete (n. 17 decembrie 1977, Kőszeg, Vas, Ungaria) este un episcop romano-catolic maghiar.